# Pista Ice Rosa Ring
La pista Ice Rosa Ring è un circuito automobilistico invernale su neve/ghiaccio in Provincia di Vercelli nei pressi di Riva Valdobbia in Valsesia a 1300 mslm ed è funzionante solo durante i mesi invernali. Risalendo la valle, la pista si trova sulla destra del Fiume Sesia ai piedi del Monte Rosa. Ivan Carmellino dal 2015 è Responsabile Tecnico della Scuola di guida su Ghiaccio.
Le vetture che percorrono questo tracciato devono avere montate ruote tassellate e chiodate. Il circuito in passato ha ospitato regolarmente le gare del Campionato CSAI Italiano Velocità su Ghiaccio denominato ICE-CUP e la più recente versione denominata Ice Series.
La pista è caratterizzata da diverse curve in successione in salita e in discesa che rendono questo tracciato molto guidato e tecnico. L'impianto dispone anche di una pista più piccola a fianco di quella per auto dove è possibile praticare l'Ice Karting e cioè guidare i go-kart su ghiaccio anch'essi con ruote chiodate. È possibile organizzare anche gare di go-kart. Sul tracciato è attivo un servizio di scuola guida sicura per imparare il comportamento delle vetture stradali su fondo a bassa aderenza.
In passato la pista è stata utilizzata da diversi team dell'Trofeo Andros per preparare il setup in vista delle gare francesi.

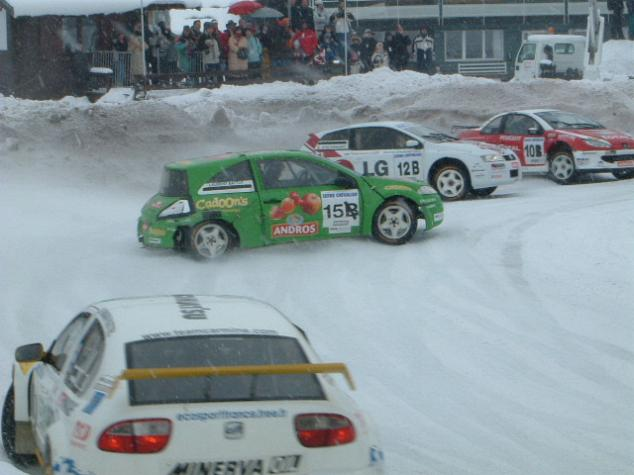
Trophée Andros.